# Praia do Morro

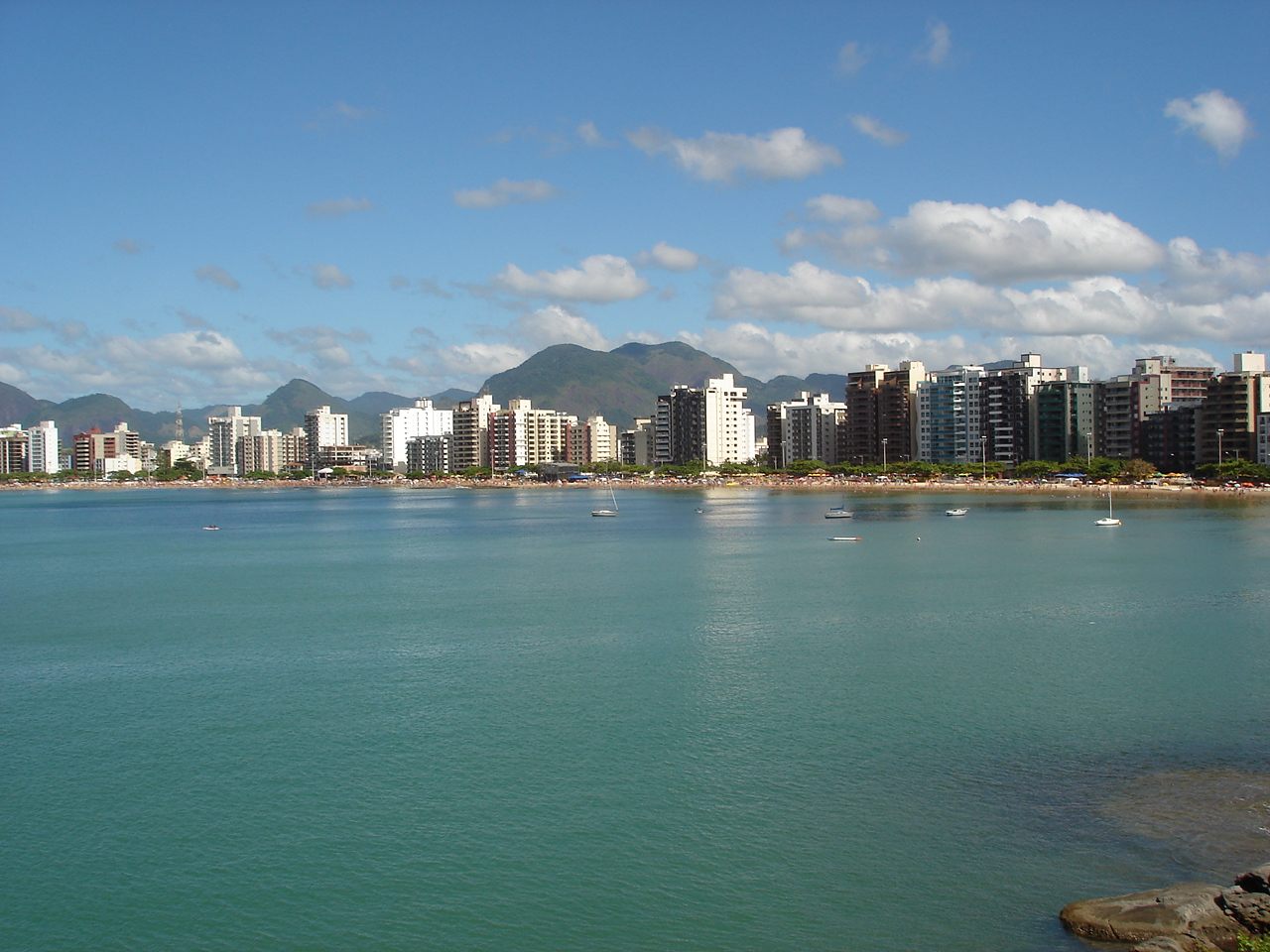
Praia do Morro em Guarapari.

A Praia do Morro é um bairro de Guarapari, vizinho dos bairros de Muquiçaba, Aeroporto, Jardim Europa e Santa Rosa.
O bairro é muito conhecido por ter uma praia com cerca de 3 quilômetros de extensão, com o mesmo nome do bairro. A praia possui quiosques espaçados ao longo da orla. No começo de Janeiro de 2012, toda a orla foi refeita e as obras estão concluídas. O bairro é frequentado por vários turistas, principalmente mineiros, durante o verão guarapariense.  A vida noturna é bem intensa durante todo o verão e principalmente no Carnaval.
A praia é conhecida pelo Marlim Azul e pela praça da Paz, muito próximos um do outro e alvos de fotografias entre os turistas. A praia é bem extensa, por isso a força das águas é bem diversificada, no começo da praia as ondas são fortes e ótimas para a prática de esportes aquáticos como o surf, porém da metade ao final da praia as àguas vão se acalmando e ficam ótimas para as crianças. A praia tem areia fina, clara e solta. A praia é vizinha da praia da Cerca, no próprio bairro e da Prainha ou Praia de São Pedro, em Muquiçaba.

foto tirada em guarapari

A Praia do Morro oferece diversas atrações turísticas como lojas, galerias, parque de diversão, shows, boliche e lanchonetes. Boa parte dos prédios possui lojas e galerias no térreo, onde os residentes da cidade oferecem dos mais variados produtos. O nome da praia é dado pelo Morro da Pescaria, que se situa no final da praia, onde possui uma vasta vegetação, animais, praias, pier e trilhas. O parque é vigiado por guardas-parque onde passam informações sobre o parque, lá as informações estão disponiveis através de placas orientativas em português e inglês.

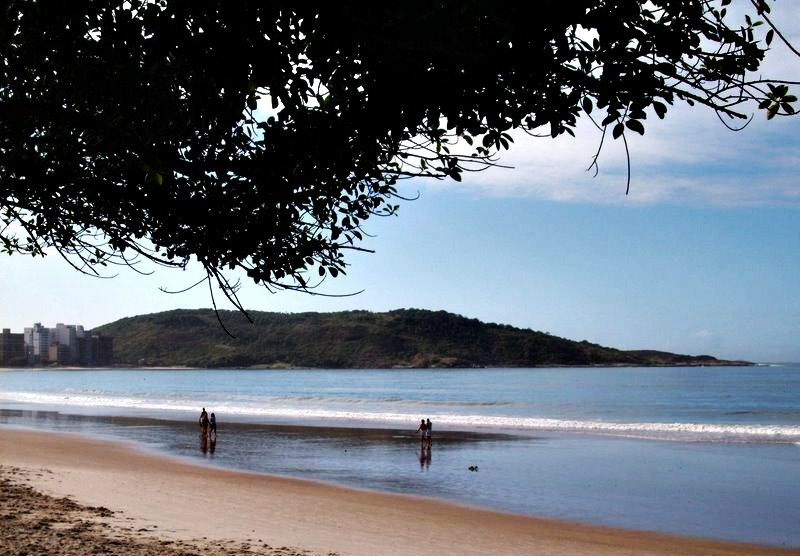
Morro da Pescaria, final da Praia do Morro